# Conflicto de Nagaland
El conflicto étnico en Nagaland, en el noreste de India, es un conflicto en curso, a partir de 1993, librada entre los nagas y los kukis. 
Inicialmente, se inició en Manipur entre la tribu naga de los thankhuls, que deseaban expulsar a los kukis que vivían en el distrito de Ukhrul, y los kukis locales. Los diversos grupos involucrados incluían al Consejo Socialista Nacional de Nagaland (National Socialist Council of Nagaland, NSCN) que buscaba la creación de un estado independiente de carácter cristiano y maoísta. Las primeras insurgencias empezaron en los años 1950, siendo reprimidas en los ochenta pero en 1993 el conflicto volvió a hacerse mayor.

## Grupos rebeldes
- Consejo Nacional Naga (Naga National Council, NNC): En 1947 exigió la retirada británica de Nagaland, iniciando campañas guerrilleras contra el gobierno indio entre 1954 y 1963 llevando a un alto al fuego que duró hasta 1969, reiniciando el conflicto hasta su desaparición en 1975 siendo reemplazado por el NSCN. Bajo el liderazgo de Angami Zapu Phizo llevó a cabo una campaña de guerrillas separatistas sin extito.
- Consejo Socialista Nacional de Nagaland (National Socialist Council of Nagaland, NSCN): fundado en 1980 por Isak Chishi Swu, Thuingaleng Muivah y S. S. Khaplang.[12] Su objetivo es establecer la "Gran Nagaland" ("Nagalim" o la República Popular de Nagaland) basado en el enfoque de Mao Tse Tung. En 1988 a raíz del intento asesinato de asesinato del secretario general de NSCN se dividió en distintas facciones:
  - Consejo Socialista Nacional de Nagaland-Isak/Muivah (NSCN-IM). Es básicamente el NSCN original liderado por Isak Chischi Swu y Thuingaleng Muivah. Opera en el sur del estado.
  - Consejo Socialista Nacional de Nagaland-Khaplang (NSCN-K). Facción dividida en 1988 liderada por S. S. Khaplang. Opera en el norte del estado.
  - Consejo Socialista Nacional de Nagaland-Unificado (National Socialist Council of Nagaland-Unification, NSCN-U). Grupo formado desde 2007 tras la reunificación de ambas facciones del NSCN.[13]
- Gobierno Federal Naga (Naga Federal Government, NFG): Movimiento separatista activo en los años setenta. Después que sus líderes fueran capturados y sus bases destruidas dejó de operar.[14]
  - Ejército Federal Naga (Naga Federal Army, NFA): Activo en los setenta. Cientos de sus miembros recibieron entrenamiento en China.[14]